# Billigheim
Billigheim is een plaats in de Duitse deelstaat Baden-Württemberg, en maakt deel uit van het Neckar-Odenwald-Kreis.
Billigheim telt 5.972 inwoners.

## Historie
Billigheim maakte tot 1803 deel uit van het keurvorstdendom Mainz. Van 1803 tot 1806 was de plaats onderdeel van het  Leiningen-Billigheim. in 1806 kwam dit graafschap onder de soevereiniteit van het groothertogdom Baden.

## Plaatsen in de gemeente Billigheim
- Allfeld
- Billigheim
- Katzental
- Sulzbach
- Waldmühlbach

Adelsheim ·
Aglasterhausen ·
Billigheim ·
Binau ·
Buchen ·
Elztal ·
Fahrenbach ·
Hardheim ·
Haßmersheim ·
Höpfingen ·
Hüffenhardt ·
Limbach ·
Mosbach ·
Mudau ·
Neckargerach ·
Neckarzimmern ·
Neunkirchen ·
Obrigheim ·
Osterburken ·
Ravenstein ·
Rosenberg ·
Schefflenz ·
Schwarzach ·
Seckach ·
Waldbrunn ·
Walldürn ·
Zwingenberg